# Lasiodora parvior
Lasiodora parvior é uma espécie de aranha pertencente à família Theraphosidae (tarântulas).